# Gdov
Gdov (en rus: Гдов) és una ciutat de l'óblast de Pskov, a Rússia, segons el cens del 2021 tenia 3.465 habitants. És el centre administratiu del districte homònim. Es troba a la vora del riu Gdovka, a dos quilòmetres de la seva desembocadura al llac Txúdskoie.

## Història
Gdov es fundà al segle XIV com un post sentinella de la República Feudal de Pskov. El 1431, els pskovians construïren una fortalesa, les restes de la qual encara es poden apreciar. La ciutat fou envaïda nombroses vegades per polonesos i suecs (per exemple durant la Guerra Russo-sueca de 1590 a 1595), però finalment fou retornada a Rússia el 1617 pel Tractat de Stolbovo.
El 1780, Gdov formalment arribà a l'estatus de poble, i rebé l'escut d'armes el 28 de maig de 1781. Entre 1874 i 1912 Gdov féu estampes per al correu Zemstvo. La producció de segells es retingué amb l'arribada de la Primera Guerra Mundial. El maig de 1919, l'Exèrcit del Nord, sota el comandament del general Rodzianko, capturà Gdov juntament amb Pskov i Iamburg.
El 1944, la Wehrmacht destruí les esglésies de Gdov, que han estat catalogades com exemples de l'arquitectura medieval de l'óblast de Pskov, tot i així, els monuments històrics de la regió foren reconstruïts després de la Segona Guerra Mundial.